# Ferrari 625 TF
La 625 TF è una autovettura da competizione prodotta dalla Ferrari nel 1953 in tre esemplari.

## Il contesto
La 625 TF fu la prima vettura da competizione della Ferrari a ruote coperte (cioè con i parafanghi) che montava un motore a quattro cilindri.
Il corpo vettura dei tre esemplari, due spider e una coupé, era carrozzato da Vignale e somigliava a quello realizzato dalla stessa azienda per la 250 MM versione barchetta. L'esemplare coupé, una delle ultime vetture Ferrari disegnate e realizzate dal celebre carrozziere torinese, fu completato nella primavera del 1953.
Il motore della 625 TF derivava da quello installato sulla 625 F1, da cui la sigla numerica nel nome del modello. Rispetto a quello della vettura di Formula 1, il propulsore era più potente di 10 CV ed aveva montato due carburatori, sempre di marca Weber, ma di modello diverso. La denominazione “TF” derivava probabilmente da Targa Florio, anche se la 625 TF non ha mai preso parte a questa competizione. Con la 250 S condivideva il passo, che era di 2250 mm, ma non il peso, dato che era più leggera.

## Le competizioni
La 625 TF prese parte ad una sola gara sotto le insegne ufficiali della Scuderia di Maranello, e fu una competizione organizzata all'Autodromo di Monza il 29 giugno 1953. La vettura partecipante era una delle due spider. Guidata da Mike Hawthorn, era in difficoltà sui lunghi rettilinei del tracciato, ma riuscì a conquistare il quarto posto.
Dopo questo evento sportivo i tre modelli furono venduti con propulsori differenti dall'originale. Due di essi ebbero però vita breve, dato che la versione coupé fu coinvolta in un incendio ed una delle due spyder ebbe un incidente. La spyder che sopravvisse ebbe anch'essa un'esistenza travagliata, e partecipò a diverse competizioni in Sud America, dove rimase circa un decennio. Qui prese parte, tra l'altro, a quattro edizioni della 1000 km di Buenos Aires. In seguito a questo esemplare fu montato un motore Lincoln V12. Successivamente fu riportato in Italia, a Napoli, dove giacque in un deposito in stato di rottame. È stato recentemente restaurato, e gli è stato reinstallato un motore Ferrari a quattro cilindri. Oggi partecipa a rievocazioni storiche di competizioni come la Mille Miglia ed il Gran Premio storico di Monaco.

## Caratteristiche tecniche
Il motore era un quattro cilindri in linea anteriore e longitudinale che aveva una cilindrata di 2498,32 cm³. L'alesaggio e la corsa erano rispettivamente 94 mm e 90 mm, mentre il rapporto di compressione era di 9:1. La testata ed il monoblocco erano fabbricati in lega leggera. Il sistema di raffreddamento era a circolazione d’acqua. La potenza massima erogata dal propulsore era di 220 CV a 7000 giri al minuto.
La distribuzione era formata da due valvole per cilindro che erano mosse da un doppio albero a camme in testa. L'alimentazione, non forzata, era assicurata da due carburatori di marca Weber e modello 50 DCO4. L'accensione era doppia, ed il relativo impianto comprendeva due spinterogeni. La lubrificazione era a carter secco, mentre la frizione era multidisco.
Le sospensioni anteriori erano indipendenti e con quadrilateri trasversali, mentre quelle posteriori erano formate da un ponte De Dion e doppi puntoni. Entrambe montavano una balestra trasversale e ammortizzatori idraulici. I freni erano a tamburo sulle quattro ruote, mentre il cambio, che era montato in blocco con il differenziale, era manuale a quattro rapporti più la retromarcia. La trazione era posteriore. Lo sterzo era a vite senza fine e settore dentato.
Il telaio era tubolare in acciaio. La carrozzeria era in alluminio e fu realizzata in versione spider o berlinetta a due posti.
La velocità massima raggiunta dalla 625 TF era di 240 km/h.